# Pierre Lelièvre
Pour les articles homonymes, voir Lelièvre.
Pierre Lelièvre, né le 28 avril 1903 à Rennes et mort le 25 juin 2005 à Paris, est un bibliothécaire et historien d'art français. Il est l'un des principaux acteurs du mouvement de rénovation des bibliothèques françaises au lendemain de la Seconde Guerre mondiale.

## Biographie
Élève de l'École nationale des chartes, Pierre Lelièvre y obtient le diplôme d'archiviste paléographe en 1927 avec une thèse intitulée Un contemporain de la Pléiade, Guy Le Fèvre de La Boderie, poète chrétien. Il épouse Renée Agulhon, agrégée de lettres, enseignante-chercheuse et présidente de l'Association française des femmes diplômées des universités de 1950 à 1956, le couple a cinq enfants.
Il dirige successivement la bibliothèque municipale de La Rochelle (1928-1933) et celle de Nantes (1933-1942). Très intéressé par toutes les expériences nouvelles, il se montre un pionnier de la lecture publique et propose notamment en 1937 un « projet d'équipement de la région ouest », mise en réseau des diverses bibliothèques afin de donner accès à des ressources plus variées.
Il dirige ensuite la bibliothèque d'art et d'archéologie de l'université de Paris (1942-1944). Il est président de l'Association des bibliothécaires français de 1943 à 1945. En 1944, la direction des bibliothèques et de la lecture publique est en phase de préfiguration : Pierre Lelièvre y est nommé chargé de mission avant d'y être l'adjoint de Marcel Bouteron puis de Julien Cain après la création officielle.
Il y est l'auteur d'une grande œuvre de refondation des bibliothèques : il crée les bibliothèques centrales de prêt, revoit le statut des personnels, fonde l'École nationale supérieure de bibliothécaires (ENSB), encourage à la fois la lecture publique et la création de sections d'études et de recherche, permet la modernisation ou la construction de bâtiments modernes dans les universités avec un libre-accès plus développé, etc.
Il y demeure comme inspecteur général jusqu'en 1964 avant d'être nommé recteur de l'université de Dakar (1964-1967) et finalement professeur d'histoire de l'art à l'université de Tours (1967-1974).
Car Pierre Lelièvre a doublé sa carrière d'administrateur d'une œuvre scientifique. Il dédie sa thèse de doctorat en 1942 à l'étude du développement urbanistique de Nantes au XVIIIe siècle. Il publie ensuite sur la période moderne et napoléonienne, ainsi que l'histoire de la Bretagne. Il enseigne l'histoire de l'architecture à l'École nationale supérieure des beaux-arts de 1956 à 1964 avant même de devenir universitaire à plein temps. Un volume de Mélanges lui est offert pour son 95e anniversaire.

## Publications
- Saint-Malo, la Rance, Dinan et le pays malouin, La Rochelle, A la Rose des vents, 1955, prix Paul-Teissonnière de l’Académie française en 1957.